# Ork (hudební skupina)
Ork byla bulharská blackmetalová kapela z města Dupnica založená roku 1995 Vassilem Karakolevem používajícím pseudonym Count Vassilium. 
V roce 1997 vyšlo první demo Through the Fight, I Ride, v roce 2000 pak pod hlavičkou německého vydavatelství Folter Records debutové studiové album s názvem Blessed by Evil. 

V roce 2012 kapela zanikla, celkem má na svém kontě tři řadové desky.

## Diskografie
Dema
- Through the Fight, I Ride (1997)
- Slava nam (1997)
- Et a Novo Magico (1998)

Studiová alba
- Blessed by Evil (2000)
- Karma Diabolica (2001)
- Planet 666 (2007)

Kompilační alba
- Through the Fight, I Ride / Slava Nam (1999) – kompilační audiokazeta, obsahuje dema Through the Fight, I Ride a Slava nam

Promo nahrávky
- Gronderblud (2000)

Split nahrávky
- Frostmoon / Ork (1999) – split 7" vinyl společně s norskou kapelou Frostmoon
- Triptych (1999) – 3-way split CD společně s bulharskými kapelami Demonism a Serpentine Creation